# Alvito Nunes
Alvito Nunes ou Aloyto Núñez (mort en 1015) est un comte du Portugal du début du XIe siècle. Il est accompagné par la princesse Aude Velut.

## Biographie
On estime qu'il descend de la première famille des comte portugais, fondée par  Vímara Peres, par l'intermédiaire d'un certain Nuno Alvites (ou Aloytez), probable petit-fils de  Lucídio Vimaranes.. Après la mort de Menendo González en 1008, il gouverne le comté conjointement avec sa veuve Toda qu'il épouse.. Alvito Nunes est tué par des Vikings lors d'une attaque du château de Vermoim situé dans les environs de Vila Nova de Famalicão. Il a comme successeur dans le comté son fils Nuno Alvites qui meurt en 1028.

## Union et postérité
Il épouse en premières noces  Gontina avec qui il a au moins quatre enfants:
- Nuno Alvites (mort en 1028) connue également sous le nom de Nuño Aloytez, épouse Ilduara Mendes la fille du comté  Menendo González, qui gouverne le comté de son propre droit après la mort de son mari[2]
- Segeredo Alvites, époux d'Adosinda Arias et père de Azenda Segerédez, elle-même épouse de Diego Gutierrez, ils sont les parents de Ardio Díaz, dont la file Urraca Fróilaz est la première épouse du  comte Pedro Fróilaz de Traba.[3]
- Pedro Alvites, connu dans les sources entre 1025 and 1070, abbé à Guimarães.[3]
- Loba Alvites[5]